# Jón Margeir Sverrisson
Jón Margeir Sverrisson (22 de noviembre de 1992) es un deportista islandés que compitió en natación adaptada. Ganó una medalla de oro en los Juegos Paralímpicos de Londres 2012 en la prueba de 200 m libre (clase S14).

## Palmarés internacional
| Juegos Paralímpicos | Juegos Paralímpicos   | Juegos Paralímpicos | Juegos Paralímpicos |
| Año                 | Lugar                 | Medalla             | Prueba              |
| ------------------- | --------------------- | ------------------- | ------------------- |
| 2012                | Londres (Reino Unido) | Medalla de oro      | 200 m libre S14     |